# Snöänglar
Snöänglar är en svensk-dansk TV-serie från 2021 som hade premiär på SVT år 2021. Serien är skapad av Mette Heeno, och regisserad av Anna Zackrisson efter ett manus skrivet av Heeno, Andreas Garfield och Marie Østerbye.

## Handling
Serien kretsar kring försvinnandet av en fem veckor gammal baby.  Polisen Alice tror att något inte stämmer med föräldrarnas historier om vad som hänt. Fokus vänds mot mamman Jenni som under natten då babyn försvann varit påverkad av sömntabletter och inte kan minnas något.

## Rollista i urval
- Josefin Asplund - Jenni
- Ardalan Esmaili - Salle
- Eva Melander - Alice
- Maria Rossing - Maria
- Cecilia Nilsson - Kajsa
- Mattias Nordkvist - Patrik
- Nikole Baronas - Nicole
- Ylvali Rurling - Emma
- Pablo Leiva Wenger - Mikael
- Shanti Rooney - Martin
- Albin Grenholm - Stellan
- Niklas Herskind -  David
- Lola Zackow - Ida
- Jimmy Lindström - Carl
- Isabelle Kyed - Malin
- Peter Carlberg - Christer
- Léonore Ekstrand - Marianne
- Jonathan Blode - Robert
- Janus Bakrawi - Per
- Johanne Louise Schmidt - Anika